# Scenopinus fraterna
Scenopinus fraterna är en tvåvingeart som först beskrevs av Krober 1924.  Scenopinus fraterna ingår i släktet Scenopinus och familjen fönsterflugor.
Artens utbredningsområde är Egypten. Inga underarter finns listade i Catalogue of Life.